# BRENDA
BRENDA —acrónimo de BRaunschweig ENzyme DAtabase— es una base de datos de información molecular y bioquímica sobre enzimas y rutas metabólicas, considerada como una de las más grandes en su tipo.
Fue fundada en 1987 por el Centro Nacional de Biotecnología Alemán (GBF) en Brunswick, hoy Centro Helmholtz de Investigación sobre Infecciones (HZI), luego pasó a ser administrado por el Instituto de Bioquímica de la Universidad de Colonia hasta 2007, mientras que actualmente está en manos del Departamento de Bioquímica y Bioinformática de la Universidad Técnica de Brunswick; sus datos están disponibles en línea desde 1998, tras publicarse en libros desde su fundación.